# Louis Verstraeten
Louis Verstraeten (Lier) is een voormalig Belgische voetballer die later trainer geworden is. Hij had de leiding over de elftallen van KAA Gent tussen 1960 en 1964.

## Biografie

### Spelerscarrière
- 1923-1936 : Lierse SK
- 1936-1939 : Royal Olympic Club de Charleroi
- 1939-1944 : SCUP Jette

### Trainerscarrière
1960 tot 1965: KAA Gent